# Erica chionophila
Erica chionophila är en ljungväxtart som beskrevs av Guthrie och Bolus. Erica chionophila ingår i släktet klockljungssläktet, och familjen ljungväxter. Inga underarter finns listade i Catalogue of Life.